# Olympische Sommerspiele 2000/Teilnehmer (Bolivien)
| Gelbes Symbol für Goldmedaillen mit stilisierten Olympischen Ringen | Graues Symbol für Silbermedaillen mit stilisierten Olympischen Ringen | Braundes Symbol für Bronzemedaillen mit stilisierten Olympischen Ringen |
| ------------------------------------------------------------------- | --------------------------------------------------------------------- | ----------------------------------------------------------------------- |
| —                                                                   | —                                                                     | —                                                                       |

Bolivien nahm an den Olympischen Sommerspielen 2000 in Sydney, Australien, mit einer Delegation von fünf Sportlern (drei Männer und zwei Frauen) teil.

## Teilnehmer nach Sportarten

### Leichtathletik
- Marco Condori
Marathon: 72. Platz

- Geovanna Irusta
Frauen, 20 Kilometer Gehen: 42. Platz

### Schwimmen
- Mauricio Prudencio
100 Meter Rücken: 53. Platz

- Katerine Moreno
Frauen, 100 Meter Brust: 37. Platz

### Tennis
- Diego Camacho
Einzel: 33. Platz